# Dulce Maria Cardoso
Dulce Maria Cardoso (née en 1964) est une écrivaine portugaise.

## Biographie
Elle est née à Fonte Longa dans la région de Trás-os-Montes mais elle est partie pour Luanda (Angola) dès l'enfance. Sa famille revient au Portugal par le pont aérien organisé en 1975 pour rapatrier les Portugais de l'ancienne colonie.
Elle étudie le droit à l'université de Lisbonne et exerce le métier d'avocat quelques années avant de commencer à écrire. En 1999, elle reçoit une bourse du ministère de la culture portugais qui lui permet d'écrire Campo de Sangue. Cette nouvelle est distinguée par le Grand prix Acontece de Romance en 2002. Son roman Le Retour aborde le thème de la décolonisation et du premier contact des rapatriés avec leur terre d'origine.
Elle a été présélectionnée pour l'édition 2023 du Prix Littéraire des Jeunes Européens avec son roman ELIETE.

## Œuvres
- Cœurs arrachés [Campo de Sangue], trad. par Cécile Lombard, Phébus, 2004, 269 p.  (ISBN 2-7529-0057-0), 
  - Grand Prix "Acontece de Romance" 2002
- Les anges, Violeta [Os Meus Sentimentos], trad. par Cécile Lombard, L'Esprit des Péninsules, 2006, 389 p.  (ISBN 2-84636-098-7)
  - Prix de littérature de l'Union européenne 2009
- O Chão dos Pardais (2009)
  - Prix du PEN Club portugais
- Le Retour, [O Retorno], trad. par Dominique Nédellec, Stock, 2014, 308 p.  (ISBN 978-2-234-07401-9)
  - Prix spécial de la critique LER/Booktailors 2011
- Eliete, la vie normale [Eliete. A Vida Normal], trad. Élodie Dupau, Chandeigne, 2020, 352 p.  (ISBN 978-2367321950)

## Distinctions
- 2012, chevalier de l'ordre des Arts et des Lettres[1]

## liens externes
- Ressource relative à l'audiovisuel :   - IMDb
- Notices d'autorité :   - VIAF
  - ISNI
  - BnF (données)
  - IdRef
  - LCCN
  - GND
  - Italie
  - Espagne
  - Pays-Bas
  - Pologne
  - Israël
  - NUKAT
  - Catalogne
  - Norvège
  - Croatie
  - Tchéquie
  - Portugal
  - Brésil